# John Laing
La John Laing plc è un'azienda britannica che gestisce progetti infrastrutturali del settore pubblico come strade, ferrovie, ospedali e scuole. L'azienda trae le sue origini da una piccola società fondata nel 1848 da James Laing (1816-1882), che ebbe un notevole sviluppo con i suoi discendenti. Prima di essere acquisita dalla Henderson private equity nel dicembre 2006, la John Laing plc era quotata alla Borsa di Londra e compresa nell'indice FTSE 250.